# Lääne-Harju
Lääne-Harju (Estisch: Lääne-Harju vald) is een gemeente in de Estlandse provincie Harjumaa. De gemeente telde 13.837 inwoners op 1 januari 2024 en heeft een oppervlakte van 645,71 vierkante kilometer. De hoofdplaats is Paldiski.
De naam betekent ‘West-Harjumaa’.
De landgemeente ontstond in oktober 2017, toen de gemeenten Keila vald, Padise en Vasalemma en de stadsgemeente Paldiski samengevoegd werden door de nationale overheid. De gemeenten Padise en Vasalemma vochten de beslissing aan bij het Estische Hooggerechtshof (Riigikohus), maar kregen geen gelijk. De Estische overheid had ook de stad Keila bij de nieuwe fusiegemeente willen voegen, maar zag daarvan af.

## Water
Door de gemeente stromen de rivieren Vasalemma en Keila. De Vasalemma mondt bij Madise, de Keila bij Keila-Joa in zee uit. In de gemeente ligt het meer Klooga järv (132,9 ha).

## Spoorlijnen
De spoorlijn Tallinn - Paldiski loopt over het grondgebied van de gemeente. Niitvälja, Klooga, Klooga-Aedlinn, Põllküla, Laoküla en Paldiski hebben een station aan de lijn. Bij Klooga takt de spoorlijn Klooga - Kloogaranna af.
Ook de spoorlijn Keila - Turba loopt door de gemeente. Kulna en Vasalemma hebben een station aan deze lijn.

## Overige infrastructuur
Paldiski is een belangrijke havenstad. Vanaf 1962 was hier een basis van de Sovjetmarine gevestigd, die na het herstel van de Estische onafhankelijkheid nog tot in 1994 werd gebruikt door de Russische marine. Ämari had vanaf 1945 een basis van de Sovjetluchtmacht. Ook hier vertrokken de Russen pas in 1994. De Estse luchtmacht nam de basis over.
De Põhimaantee 8, de hoofdweg van Tallinn naar Paldiski, loopt door de gemeente. Bij Niitvälja takt de secundaire weg Tugimaantee 18 af, die bij Lehola uitkomt op de Tugimaantee 17.

## Plaatsen
De gemeente telt:
- één stad (Estisch: linn): Paldiski;
- zes plaatsen met de status van vlek (Estisch: alevik): Ämari, Karjaküla, Keila-Joa, Klooga, Rummu en Vasalemma;
- 46 plaatsen met de status van dorp (Estisch: küla): Alliklepa, Altküla, Änglema, Audevälja, Harju-Risti, Hatu, Illurma, Käesalu, Karilepa, Kasepere, Keelva, Keibu, Kersalu, Kloogaranna, Kobru, Kõmmaste, Kulna, Kurkse, Laane,  Langa, Laoküla, Laulasmaa, Lehola, Lemmaru, Lohusalu, Määra, Madise, Maeru, Meremõisa, Merenuka, Metslõugu, Nahkjala, Niitvälja, Ohtu, Padise, Pae, Pedase, Põllküla, Suurküla, Tõmmiku, Tuulna, Valkse, Veskiküla, Vihterpalu, Vilivalla en Vintse.

## Geboren in Lääne-Harju
- in Paldiski: Amandus Adamson (1855-1929), beeldsnijder en beeldhouwer
- in Keila-Joa: Sergej Michailovitsj Volkonski (1860-1937), muziek- en theaterpedagoog

Stadsgemeenten: Keila · Loksa · Maardu · Tallinn

Landgemeenten: Anija · Harku · Jõelähtme · Kiili · Kose · Kuusalu · Lääne-Harju · Raasiku · Rae · Saku · Saue vald · Viimsi